# Melissa Boekelman
Pour les articles homonymes, voir Boekelman.
Melissa Boekelman (née le 11 mai 1989 à Dordrecht) est une sportive néerlandaise, athlète spécialiste du lancer du poids et bobeuse.

## Carrière
Elle a été nommée en tant que réserve pour les Jeux olympiques d'hiver de 2014 de Sotchi et a participé aux Jeux olympiques d'été de 2016.
Le 9 août 2017, elle termine 11e de la finale des Championnats du monde de Londres (17,73 m).

## Palmarès
| Date | Compétition                          | Lieu                               | Résultat | Épreuve | Marque  |
| ---- | ------------------------------------ | ---------------------------------- | -------- | ------- | ------- |
| 2005 | Fest. olympique de la jeunesse euro. | Lignano Sabbiadoro                 | 1re      | Poids   | 15,95 m |
| 2005 | Fest. olympique de la jeunesse euro. | Lignano Sabbiadoro                 | 1re      | Disque  | 51,80 m |
| 2006 | Championnats du monde juniors        | Pékin                              | 1re      | Poids   | 17,66 m |
| 2007 | Championnats d’Europe juniors        | Hengelo                            | 1re      | Poids   | 16,51 m |
| 2007 | Championnats d’Europe juniors        | Hengelo                            | 7e       | Disque  | 48,03 m |
| 2008 | Championnats du monde juniors        | Bydgoszcz                          | 2e       | Poids   | 16,60 m |
| 2009 | Championnats d’Europe en salle       | Turin                              | 8e       | Poids   | 17,47 m |
| 2010 | Championnats d'Europe                | Barcelone                          | 12e      | Poids   | 17,32 m |
| 2011 | Championnats d’Europe espoirs        | Ostrava                            | 3e       | Poids   | 17,88 m |
| 2016 | Championnats d’Europe                | Amsterdam                          | 8e       | Poids   | 17,92 m |
| 2017 | Circuit mondial en salle de l'IAAF   | Circuit mondial en salle de l'IAAF | 3e       | Poids   | détails |
| 2017 | Championnats d'Europe par équipes    | Lille                              | 2e       | Poids   | 17,72 m |
| 2017 | Championnats du monde                | Londres                            | 11e      | Poids   | 17,73 m |
| 2018 | Ligue de diamant                     | Ligue de diamant                   | 7e       | Poids   | 17,90 m |

## Records
| Épreuve          | Performance | Lieu    | Date            |
| ---------------- | ----------- | ------- | --------------- |
| Lancer du poids  | 18,66 m     | Anvers  | 29 juillet 2017 |
| Lancer du disque | 54,08 m     | La Haye | 2 juin 2013     |

| Épreuve         | Performance | Lieu      | Date            |
| --------------- | ----------- | --------- | --------------- |
| Lancer du poids | 18,02 m     | Apeldoorn | 31 janvier 2010 |